# Microcarpaea
Microcarpaea es un género con once especies de plantas de flores perteneciente a la familia Scrophulariaceae. 

## Especies seleccionadas
- Microcarpaea agonis
- Microcarpaea alterniflora
- Microcarpaea americana
- Microcarpaea chamaedrifolia
- Microcarpaea cochlearifolia
- Microcarpaea cuneifolia
- Microcarpaea diandra
- Microcarpaea minima
- Microcarpaea montevidensis
- Microcarpaea muscosa
- Microcarpaea spathulata

- Datos: Q935703
- Especies: Microcarpaea